# Маније Валерије Масала
Маније Валерије Максим Корвин Месала је био римски конзул и војсковођа, учесник Првог пунског рата.

## Биографија
Маније је за конзула изабран 263. године п. н. е. Колега му је био Маније Отацилије Крас. Њих двојица подузели су велики поход на Сицилију одазивајући се на позив Мамертинаца које је сиракушки тиранин Хијерон опсео у Месани. Поход је завршен успехом. Опсада је развијена, а око 60 сицилијанских градова признало је римску власт. Хијерон је принуђен на склапање понижавајућег мира и плаћање великог данка. Победа код Месане донела је Манијевој породици когномен Месала који ће се у именима чланова спомињати у наредних 800 година. 
Године 252. п. н. е. Месала је вршио функцију цензора. Деградирао је 400 витезова који на Сицилији нису обављали своју дужност. 